# Venacalva margarita
Venacalva margarita är en tvåvingeart som beskrevs av Ian David Whittington 2003. Venacalva margarita ingår i släktet Venacalva och familjen bredmunsflugor.
Artens utbredningsområde är Nigeria. Inga underarter finns listade i Catalogue of Life.